# 利奥丹尼斯·马丁内斯·帕拉西奥
利奥丹尼斯·马丁内斯·帕拉西奥（西班牙語：Leodannis Martínez Palacio，1995年4月29日—），古巴男子羽毛球運動員。

## 簡歷
2016年3月，利奥丹尼斯·马丁内斯出戰吉拉爾迪拉羽毛球賽，與埃内斯托·雷耶斯合作赢得男子雙打比賽冠軍。
2017年，利奥丹尼斯·马丁内斯與男雙新搭檔奥斯莱尼·格雷罗赢得吉拉爾迪拉羽毛球賽和聖多明哥公開賽冠軍；此外，又與塔希玛拉·奥罗佩萨合作連奪吉拉爾迪拉羽毛球賽、危地馬拉國際系列賽、聖多明哥公開賽混雙冠軍。

## 主要比賽成績
只列出曾進入準決賽的國際賽事成績：
| 年份   | 賽事                     | 公開賽級別 | 項目     | 拍檔                          | 成績   |
| ------ | ------------------------ | ---------- | -------- | ----------------------------- | ------ |
| 2013年 | 吉拉爾迪拉羽毛球賽       | 國際系列賽 | 男子雙打 | 埃内斯托·雷耶斯               | 準決賽 |
| 2013年 | 聖多明哥羽毛球公開賽     | 國際系列賽 | 男子雙打 | 埃内斯托·雷耶斯               | 準決賽 |
| 2016年 | 吉拉爾迪拉羽毛球賽       | 國際系列賽 | 男子雙打 | 埃内斯托·雷耶斯               | 冠軍   |
| 2017年 | 吉拉爾迪拉羽毛球賽       | 國際系列賽 | 男子雙打 | 奥斯莱尼·格雷罗               | 冠軍   |
| 2017年 | 吉拉爾迪拉羽毛球賽       | 國際系列賽 | 混合雙打 | 塔希玛拉·奥罗佩萨             | 冠軍   |
| 2017年 | 泛美洲羽毛球錦標賽       | 其他       | 男子單打 | －                            | 季軍   |
| 2017年 | 墨西哥羽毛球國際賽       | 國際系列賽 | 男子雙打 | 奥斯莱尼·格雷罗               | 準決賽 |
| 2017年 | 墨西哥羽毛球國際賽       | 國際系列賽 | 混合雙打 | 塔希玛拉·奥罗佩萨             | 亞軍   |
| 2017年 | 危地馬拉羽毛球國際系列賽 | 國際系列賽 | 男子單打 | －                            | 亞軍   |
| 2017年 | 危地馬拉羽毛球國際系列賽 | 國際系列賽 | 混合雙打 | 塔希玛拉·奥罗佩萨             | 冠軍   |
| 2017年 | 聖多明哥羽毛球公開賽     | 國際系列賽 | 男子雙打 | 奥斯莱尼·格雷罗               | 冠軍   |
| 2017年 | 聖多明哥羽毛球公開賽     | 國際系列賽 | 混合雙打 | 塔希玛拉·奥罗佩萨             | 冠軍   |
| 2017年 | 蘇利南羽毛球國際賽       | 國際系列賽 | 男子單打 | －                            | 準決賽 |
| 2017年 | 蘇利南羽毛球國際賽       | 國際系列賽 | 男子雙打 | 奥斯莱尼·格雷罗               | 準決賽 |
| 2017年 | 蘇利南羽毛球國際賽       | 國際系列賽 | 混合雙打 | 塔希玛拉·奥罗佩萨             | 冠軍   |
| 2018年 | 牙買加羽毛球國際賽       | 國際系列賽 | 混合雙打 | 塔希玛拉·奥罗佩萨             | 亞軍   |
| 2018年 | 吉拉爾迪拉羽毛球賽       | 未來系列賽 | 男子單打 | －                            | 亞軍   |
| 2018年 | 吉拉爾迪拉羽毛球賽       | 未來系列賽 | 男子雙打 | 奧斯萊尼·格雷羅               | 冠軍   |
| 2018年 | 吉拉爾迪拉羽毛球賽       | 未來系列賽 | 混合雙打 | 塔希瑪拉·奧羅佩薩             | 亞軍   |
| 2018年 | 秘魯羽毛球國際賽         | 國際系列賽 | 男子雙打 | 奧斯萊尼·格雷羅               | 準決賽 |
| 2018年 | 秘魯羽毛球國際賽         | 國際系列賽 | 混合雙打 | 塔希瑪拉·奧羅佩薩             | 亞軍   |
| 2018年 | 危地馬拉羽毛球國際系列賽 | 國際系列賽 | 男子雙打 | 奧斯萊尼·格雷羅               | 亞軍   |
| 2018年 | 危地馬拉羽毛球國際系列賽 | 國際系列賽 | 混合雙打 | 塔希瑪拉·奧羅佩薩             | 亞軍   |
| 2018年 | 聖多明哥羽毛球公開賽     | 國際系列賽 | 男子雙打 | 奧斯萊尼·格雷羅               | 準決賽 |
| 2018年 | 聖多明哥羽毛球公開賽     | 國際系列賽 | 混合雙打 | 塔希瑪拉·奧羅佩薩             | 準決賽 |
| 2019年 | 吉拉爾迪拉羽毛球賽       | 未來系列賽 | 男子單打 | －                            | 準決賽 |
| 2019年 | 吉拉爾迪拉羽毛球賽       | 未來系列賽 | 男子雙打 | Angel Herrera Rodríguez       | 亞軍   |
| 2019年 | 吉拉爾迪拉羽毛球賽       | 未來系列賽 | 混合雙打 | 耶利·马里·奥尔蒂斯·罗德里格斯 | 準決賽 |
| 2019年 | 泛美洲羽毛球錦標賽       | 其他       | 男子雙打 | 奧斯萊尼·格雷羅               | 亞軍   |
| 2019年 | 秘魯羽毛球未來系列賽     | 未來系列賽 | 男子雙打 | 奧斯萊尼·格雷羅               | 冠軍   |
| 2019年 | 墨西哥羽毛球未來系列賽   | 未來系列賽 | 男子雙打 | 奧斯萊尼·格雷羅               | 冠軍   |
| 2019年 | 墨西哥羽毛球未來系列賽   | 未來系列賽 | 混合雙打 | 耶利·马里·奥尔蒂斯·罗德里格斯 | 準決賽 |
| 2019年 | 泛美運動會羽毛球比賽     | 其他       | 男子雙打 | 奧斯萊尼·格雷羅               | 銅牌   |
| 2019年 | 聖多明哥羽毛球公開賽     | 國際系列賽 | 男子雙打 | 奧斯萊尼·格雷羅               | 冠軍   |
| 2022年 | 聖多明哥羽毛球公開賽     | 國際系列賽 | 男子雙打 | 奧斯萊尼·格雷羅               | 亞軍   |

| 2007-2017年 | 首要超級賽 | 超級賽 | 黃金大獎賽 | 大獎賽 | 國際挑戰賽 | 國際系列賽 | 未來系列賽 | 其他 |

| 2018-2026年 | 總決賽 | 超級1000賽 | 超級750賽 | 超級500賽 | 超級300賽 | 超級100賽 | 國際挑戰賽 | 國際系列賽 | 未來系列賽 | 其他 |